# Bierzyce
Bierzyce – wieś w Polsce położona w województwie dolnośląskim, w powiecie wrocławskim, w gminie Długołęka.

## Podział administracyjny
W latach 1975–1998 miejscowość administracyjnie należała do województwa wrocławskiego.

## Przesiedlenia powojenne
Bierzyce, a także leżącą opodal Łozinę, zamieszkują w dużej mierze potomkowie polskich przesiedleńców z Tuligłów (dawne województwo lwowskie).